# 佩利扎诺
佩利扎诺（義大利語：Pellizzano），是意大利特伦托自治省的一个市镇。总面积39平方公里，人口774人，人口密度19.8人/平方公里（2009年）。ISTAT代码为022137。